# Лассиньи (кантон)
Лассиньи (фр. Lassigny) — упраздненный кантон во Франции, регион Пикардия, департамент Уаза. Входил в состав округа Компьень.
В состав кантона входили коммуны (население по данным Национального института статистики за 2010 г.):
- Аврикур (264 чел.)
- Ами (369 чел.)
- Бёльё-ле-Фонтен (590 чел.)
- Гюри (214 чел.)
- Див (344 чел.)
- Кандор (270 чел.)
- Каннектанкур (538 чел.)
- Канни-сюр-Ма (361 чел.)
- Крапомений (163 чел.)
- Кюи (228 чел.)
- Лаберльер (178 чел.)
- Ланьи (533 чел.)
- Лассиньи (1 400 чел.)
- Марёй-ла-Мотт (612 чел.)
- Марньи-о-Сериз (240 чел.)
- Плесси-де-Руа (234 чел.)
- Руа-сюр-Ма (450 чел.)
- Тьескур (755 чел.)
- Френьер (181 чел.)
- Эврикур (194 чел.)
- Экювилли (244 чел.)
- Эленкур-Сент-Маргерит (885 чел.)

## Экономика
Структура занятости населения :
- сельское хозяйство — 7,5 %
- промышленность — 37,4 %
- строительство — 8,7 %
- торговля, транспорт и сфера услуг — 26,0 %
- государственные и муниципальные службы — 20,4 %

## Политика
На президентских выборах 2012 г. жители кантона отдали в 1-м туре Марин Ле Пен 30,2 % голосов против 23,4 % у Николя Саркози и 21,6 % у Франсуа Олланда, во 2-м туре в кантоне победил Саркози, получивший 53,0 % (2007 г. 1 тур: Саркози  — 29,1 %, Сеголен Руаяль — 18,6 %; 2 тур: Саркози — 59,2 %). На выборах в Национальное собрание в 2012 г. по 6-му избирательному округу департамента Уаза они в 1-м туре отдали больше всего голосов - 29,2 % - кандидату Национального фронта Мишелю Гиньо, а во 2-м туре - кандидату левых, коммунисту Патрису Карвальо - 43,8 % (во 2-м туре участвовало три кандидата).
|  | Кандидат    | Партия                  | % голосов |
|  | ----------- | ----------------------- | --------- |
|  | Тьерри Фро  | Социалистическая партия | 66,29     |
|  | Сирил Порте | Национальный фронт      | 33,71     |

|  | Кандидат       | Партия                    | % голосов |
|  | -------------- | ------------------------- | --------- |
|  | Тьерри Фро     | Прочие левые              | 54,48     |
|  | Бернар Уйв     | Союз за народное движение | 23,93     |
|  | Сирил Порте    | Национальный фронт        | 17,52     |
|  | Паскаль Фламан | Крайне левые              | 4,07      |